# NGC 4694
NGC 4694 ist eine Linsenförmige Galaxie mit ausgedehnten Sternentstehungsgebieten vom Hubble-Typ SB0 im Sternbild Jungfrau auf der Ekliptik. Sie ist schätzungsweise 50 Millionen Lichtjahre von der Milchstraße entfernt und hat einen Durchmesser von etwa 50.000 Lichtjahren. Unter der Katalognummer VCC 2066 ist sie als Mitglied des Virgo-Galaxienhaufens aufgeführt.
Im selben Himmelsareal befinden sich u. a. die Galaxien NGC 4733, IC 3727, IC 3773, IC 3775.
Das Objekt wurde am 15. März 1784 von dem Astronomen Wilhelm Herschel mithilfe seines 18,7 Zoll-Spiegelteleskops entdeckt.